# 齐恩多夫
齐恩多夫（德語：Zirndorf，發音：[ˈtsɪʁndɔʁf] ⓘ）是德国巴伐利亚州中弗兰肯行政区菲尔特县的城市，也是菲尔特县的县治，面积28.79平方千米，2023年12月31日人口为26,257人。